# Nyusha
 (juin 2020).
Si vous disposez d'ouvrages ou d'articles de référence ou si vous connaissez des sites web de qualité traitant du thème abordé ici, merci de compléter l'article en donnant les références utiles à sa vérifiabilité et en les liant à la section « Notes et références ».
Nyusha (Ню́ша), née Anna Vladimirovna Shurochkina (Анна Владимировна Шурочкина) le 15 août 1990 à Moscou en RSFS de Russie, est une chanteuse russe. Nyusha est considérée comme la nouvelle star pop Russe.

## Biographie
Anna Vladimirovna Shurochkina est née le 15 août 1990 à Moscou dans une famille de musiciens. Son père, Vladimir Shurochkin, est un ancien musicien russe. Ses parents ont divorcé quand elle avait deux ans. Elle a commencé à se produire sur scène à l'âge de 11 ans au sein du groupe Grizzly, notamment en Allemagne et en Russie. Elle a aussi étudié la danse et l'art de la scène. À 17 ans elle décide de s'appeler Nyusha. En 2007 elle remporte l'émission de télévision russe СТС зажигает суперзвезду!, qui consiste à découvrir de nouveaux chanteurs. En 2008 elle arrive 7e au concours «Новая волна» (Nouvelle Vague). Elle a également enregistré la chanson finale de la version russe du film de Walt Disney Pictures, Il était une fois. En 2009 sort son premier single «Вою на Луну». En 2010, elle sort le single «Не перебивай». Cette chanson est devenue le succès le plus populaire en langue russe en avril 2010.
Sa sœur Maria est championne du monde de natation synchronisée.

## Discographie

### Singles
- Вою на луну (2009)
- Не перебивай (2010), top 10 en Russie
- Выбирать чудо (2010), première position des charts russes et ukrainiens
- Больно (2011), première position des charts en Russie
- Plus près (We Can Make It Right), avec le DJ français Gilles Luka (2011). Cette chanson est connue pour être le générique de l'émission de téléréalité française Les Anges.
- Выше (2011), première position des charts en Russie
- Наедине (2013), première position des charts russes.
- Только (2014), première position des charts russes.
- Цунами (2014), première position des charts russes.
- Где ты, там я (2015), première position des charts russes.
- Целуй (2016)
- Тебя любить (2017)

### Albums
- Выбирать чудо (2010)
- Объединение (2014)